# Ituiutaba
Ituiutaba – miasto i gmina w Brazylii, w stanie Minas Gerais. Znajduje się w mezoregionie Triângulo Mineiro e Alto Paranaíba i mikroregionie Ituiutaba.